# واترلو رود (مجموعه تلویزیونی)
واترلو رود (انگلیسی: Waterloo Road) یک مجموعه تلویزیونی درام بریتانیایی است که در یک مدرسهٔ جامع با همین نام جریان دارد. این مجموعه نخستین بار در ۹ مارس ۲۰۰۶ از بی‌بی‌سی وان پخش شد و پخش اصلی آن در ۹ مارس ۲۰۱۵ به پایان رسید. در سپتامبر ۲۰۲۱، این مجموعه برای فصل یازدهم دوباره سفارش داده شد و تولید آن بار دیگر در منطقهٔ منچستر بزرگ از سر گرفته شد.

## داستان
واترلو رود در یک مدرسهٔ جامع در حال سقوط با همین نام جریان دارد و بر زندگی حرفه‌ای و شخصی دانش‌آموزان و کارکنان مدرسه تمرکز می‌کند.
ان مک‌مانوس، یکی از سازندگان مجوعه، این مجموعه را در پاسخ به درخواست بی‌بی‌سی برای تولید یک درام مرتبط با «مردم عادی بریتانیای امروز» طراحی کرد. او از طریق این مجموعه به بررسی مسائل روز و مهمی که در بریتانیا رخ می‌دهند پرداخت و آن‌ها را در محیطی آموزشی به تصویر کشید.